# Driss Jettou

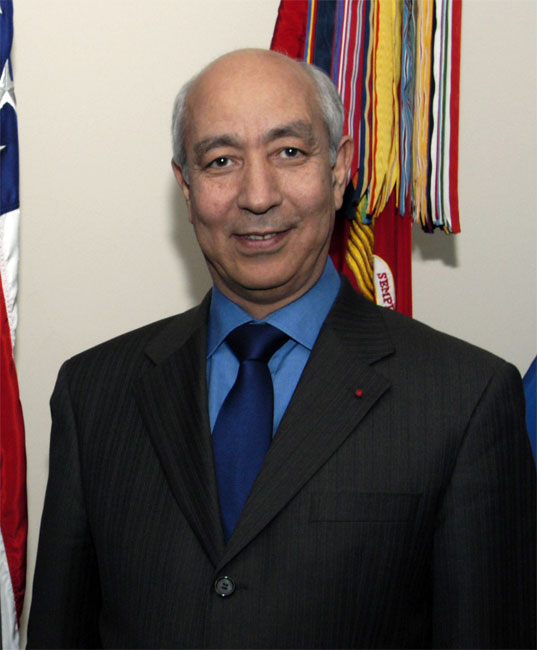
Driss Jettou im Januar 2004

Driss Jettou (arabisch إدريس جطو, DMG Idrīs Ǧaṭṭū; * 24. Mai 1945 in El Jadida, Marokko) war 2002 bis 2007 Premierminister Marokkos. Jettou gehört keiner Partei an, was für Verstimmung bei den beiden großen Parteien Marokkos, der Union Socialiste des Forces Populaires (USFP) und der nationalkonservativen Istiqlal-Partei führte. Die USFP und die Istiqal-Partei stellten die meisten Minister innerhalb der Regierungskoalition, die aus sechs Parteien besteht. Jettou war vor der Wahl von 2002 bereits Innenminister und maßgeblich an der Durchführung dieser Wahl beteiligt. Zuvor war er schon unter Hassan II., dessen Vertrauen er genoss, mehrmals Minister. So war er beispielsweise zwischen 1997 und 1998 Finanzminister des Königreiches. Zeitweise war er auch Generaldirektor des staatlichen Phosphatkonzerns Office Chérifien des Phosphates.

## Leben
Nach Erlangung des technisch-mathematischen Bakkalaureats 1964 am Kawarismi College in Casablanca studierte er Chemie und Physik an der Fakultät der Naturwissenschaften der Muhammad V Universität in Rabat, das er 1966 mit dem Magister abschloss. 1968 erhielt er sein Diplom in Unternehmensmanagement am Gordwainers College in London. Bis 1993 war Jettou Generaldirektor verschiedener Unternehmen, Präsident der Fédération marrocaine des industries du cuir (FEDIC), dem marokkanischen Unternehmensbund und Vizepräsident des marokkanischen Verbandes der Exporteure (ASMEX). Am 11. November 1993 wurde er zum Minister für Handel und Industrie unter Premierminister Mohammed Karim Lamrani ernannt. Unter Premierminister Abdellatif Filali wurde ihm am 9. Juni 1994 erneut die Verantwortung für das Ministerium für Handel und Industrie übertragen. Später wurde sein Ressort um Handwerk und Außenhandel erweitert. Vom 13. August 1997 bis zum 14. März 1998 amtierte er als Minister für Finanzen, Handel, Industrie und Handwerk. Im September 2001 wurde er in der Regierung von Premier Abderrahmane Youssoufi zum Innenminister ernannt und am 9. Oktober 2002 durch König Muhammad VI. zum Premierminister Marokkos. Er bekleidete dieses Amt bis zur Ernennung seines Nachfolgers Abbas al-Fassi am 19. September 2007.